# 40.ª Divisão (Japão)
A 40ª Divisão foi uma divisão de infantaria do Império do Japão que serviu durante a Segunda Guerra Mundial. A divisão foi formada no dia 30 de junho de 1939 em Zentsuji, sendo desmobilizada no mês de setembro de 1945 com o fim da guerra.

## Comandantes
| Comandante                  | Data                                         |
| --------------------------- | -------------------------------------------- |
| Lt. General Naojikiro Amaya | 2 de outubro de 1939 - 25 de agosto de 1942  |
| Lt. General Seiichi Aoki    | 25 de agosto de 1941 - 3 de agosto de 1944   |
| Lt. General Seizo Miyakawa  | 3 de agosto de 1944 - 30 de setembro de 1945 |

## Subordinação
- 11º Exército - 2 de outubro de 1939
- Grupo de Exércitos Expedicionário China - 1945

## Ordem da Batalha
- 40. Grupo de Infantaria (desmobilizada no dia 8 de abril de 1943)
- 234. Regimento de Infantaria
- 235. Regimento de Infantaria
- 236. Regimento de Infantaria
- 40. Regimento de Cavalaria
- 40. Regimento de Artilharia de Montanha
- 40. Regimento de Engenharia
- 40. Regimento de Transporte
- Unidade de comunicação